# Saphety
A Saphety Level Trusted Services, S.A. é uma empresa Portuguesa do ramo da tecnologia, com competências na troca eletrónica de documentos. 

## História

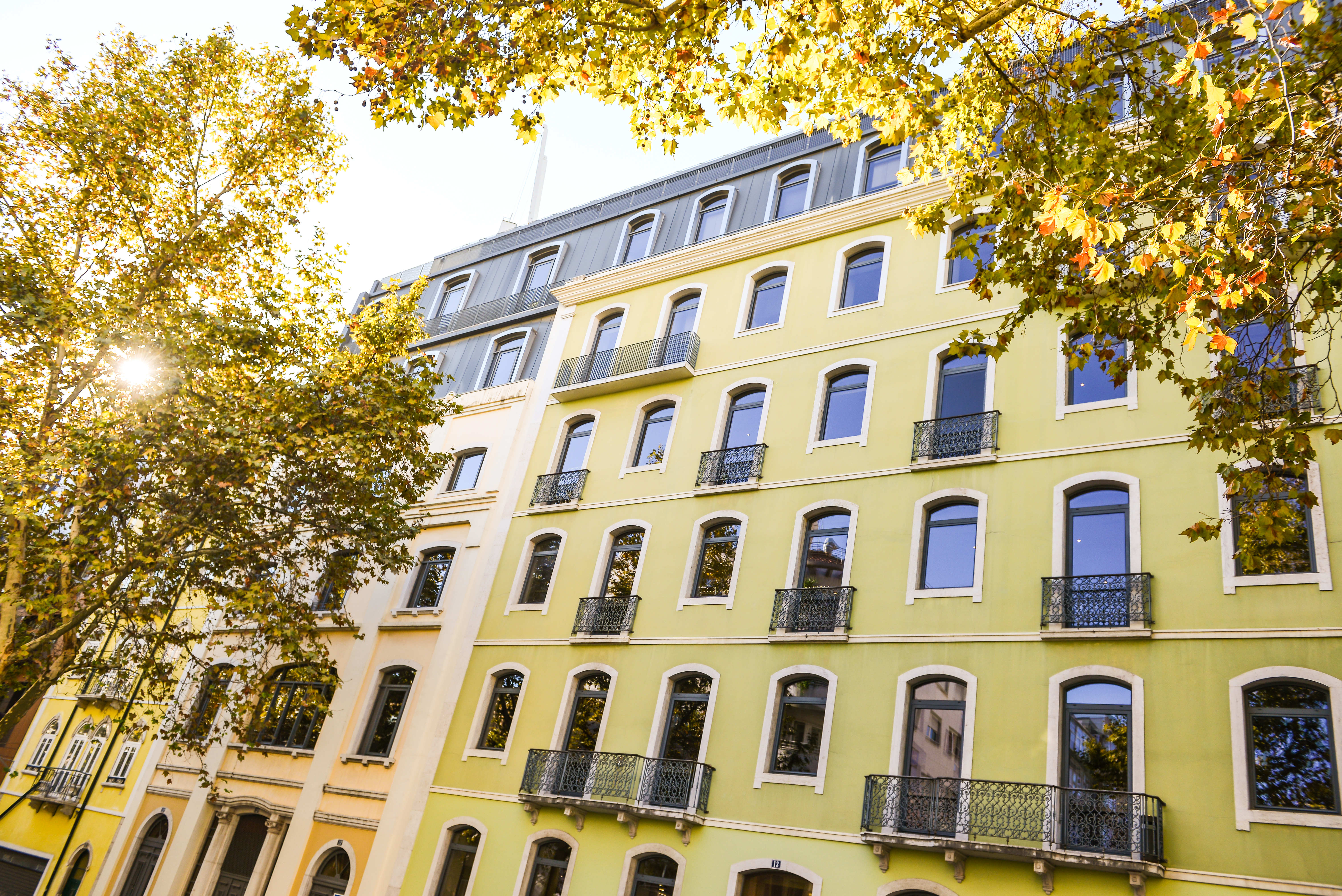
Edifício na Rua Viriato onde se situa a sede da Saphety.

A Saphety foi fundada a 19 de dezembro de 2000, como unidade de negócio da Sonaecom, pertencente ao grupo Sonae. De início chamava-se Trusted Services. Em 2006 foi registada como empresa independente com o nome, Saphety Level Trusted Services, S.A., integrando na altura o portfólio da Sonaecom SGPS. No final de 2008, a Saphety incorporou a área de negócios BizB2B, criada no ano de 2000 pela empresa Digitmarket - Sistemas de Informação, S.A.. A Saphety adquiriu, em 2010, a unidade de negócio Mercados Eletrónicos, da empresa Softlimits, cujo foco era a fatura eletrónica.
A Saphety realizou em Março de 2018 um evento com 600 participantes presenciais, dedicado à "Faturação Eletrónica na Administração Pública" no Centro de Congressos de Lisboa, em sequência da obrigatoriedade do uso de faturação eletrónica pelas entidades públicas e seus fornecedores (artigo 299.º-B do Código dos Contratos Públicos de Portugal).
Em Abril 2019 foi comprada à Sonae IM pela própria comissão de gestão da Saphety, apoiados pelo grupo Oxy Capital.
Em Agosto de 2019 foi listada pela revista americana CFO Tech Outlook como estando entre as 10 melhores empresas na Europa fornecedoras de soluções contas a pagar e contas a receber.
Foi adquirida pela Norte-Americana Sovos, empresa fornecedora de software fiscal, a 7 de Julho de 2021.
A 26 de Outubro de 2021 entrou no TM Forum, que é uma associação sectorial das empresas de telecomunicações de todo o mundo.